# Baulou
Baulou – miejscowość i gmina we Francji, w regionie Oksytania, w departamencie Ariège.
Według danych na rok 2010 gminę zamieszkiwały 163 osoby, a gęstość zaludnienia wynosiła 11 osób/km².